# 1288
Năm 1288 là một năm nhuận bắt đầu vào thứ Năm của lịch Julian.

## Sự kiện
- Tháng 4-Trần Hưng Đạo đánh tan quân Mông Nguyên lần thứ ba tại sông Bạch Đằng
- Triều đại Koan của Nhật Bản kết thúc. Nhà Shōō bắt đầu.
- 5 tháng 6 - Trận chiến ở Worringen: Hoàng đế John I của Brabant đánh bại các công tước của Guelders trong một trong những trận đánh lớn nhất ở châu Âu thời Trung cổ, do đó ông được sở hữu của các công tước của Limburg. Cuộc chiến còn giải thoát thành phố Cologne khỏi ách thống trị của tổng giáo của Cologne; nó trước đây đã từng là một trong những công quốc giáo chính của Thánh chế La Mã.
- 08 tháng 8 - Đức Giáo hoàng Nicholas IV tuyên bố một cuộc thập tự chinh chống lại Vua Ladislaus IV của Hungary, người đã mất đi sự tín nhiệm của các đối tượng ưu Cuman bán ngoại giáo của mình và từ chối ở chung để phù hợp với các tiêu chuẩn xã hội của Tây Âu.
- Quốc hội Scotland tạo ra một đạo luật cho phép phụ nữ để cầu hôn với người đàn ông trong những năm nhuận; những người đàn ông từ chối đề nghị đó được yêu cầu phải trả tiền phạt cho các cô dâu tương lai bị từ chối.

## Sinh
- Ngày 05 tháng tư - Hoàng đế Go-Fushimi của Nhật Bản (1336 d.)
- 26 tháng 11 - Hoàng đế Go-Daigo của Nhật Bản (1339 d.)
- Gersonides, triết gia Do Thái, nhà toán học, và là nhà thiên văn học (d. 1344)
- Hoàng đế Ivan I của Nga (d. 1340)

## Mất
- 24 tháng 4 - Gertrude of Austria (b 1226.)
- 30 tháng 9 - Leszek II Black, hoàng tử Ba Lan, Duke of Leczyca, Sieradz, Kraków, Sandomierz (. B 1241)
- 9 Tháng Mười Một - Rudolf I, bá tước Baden-Baden (b 1230.)
- Ibn Nafis, nhà giải phẫu học Ả Rập, người khám phá ra sự lưu thông của máu (b 1210.)
- Guy de Montfort (ngày gần đúng; B 1244)